# Éric Chanton
Éric Chanton (* 21. August 1963 in Alès; † 14. Mai 1990 in Vicdessos (Ariège)) war ein französischer Radrennfahrer.

## Sportliche Laufbahn
Chanton war im Straßenradsport und im Querfeldeinrennen (heutige Bezeichnung Cyclocross) aktiv. Er war Mitglied der französischen Nationalmannschaft der Amateure. 1985 holte er einen Etappensieg im Circuit de Saône-et-Loire. 1986 belegte er in der Tour de Bohemia als bester Ausländer und Franzose den 5. Gesamtrang. Er gewann eine Reihe französischer Eintagesrennen, darunter den Grand Prix du Cru Fleurie 1986 und Troyes–Dijon 1988. In der Internationalen Friedensfahrt startete er zweimal. 1986 wurde er 17., 1987 55. In der Rundfahrt 1986 war der beste Fahrer aus Westeuropa. 1989 bestritt er das britische Milk Race. Er war während seiner gesamten Karriere Amateur.
Bei den Cyclocross-Weltmeisterschaften 1990 wurde er 17. bei den Amateuren. Chanton gewann mehrere regionale Titel im Querfeldeinrennen.
Er starb am 14. Mai 1990 in Vicdessos, Département Ariège infolge eines Herzproblems, welches während der vierten Etappe der Ronde de l’Isard auftrat.